# Unione Sportiva Novese 1921-1922
Questa pagina raccoglie i dati riguardanti l'Unione Sportiva Novese nelle competizioni ufficiali della stagione 1921-1922.

## Stagione
La Novese nel 1921-1922 partecipò per la prima volta al campionato di Prima Categoria (FIGC). Inserita nel girone piemontese si classificò al primo posto con 14 punti davanti alla US Torinese. Vinse il girone A di semifinale con 7 punti davanti a Petrarca Padova e Pro Livorno. Le due gare della finale contro la Sampierdarenese si conclusero in pareggio. Il 28 maggio 1922 la squadra vinse lo spareggio e quindi il titolo di Campione d'Italia (FIGC).
In Coppa Italia raggiunse i quarti di finale.

## Rosa
| N. |                   | Ruolo | Calciatore                 |
| -- | ----------------- | ----- | -------------------------- |
|    | Italia (bandiera) |       | Carlo Alessio              |
|    | Italia (bandiera) | C     | Domenico Alice             |
|    | Italia (bandiera) |       | Meo Alioisio               |
|    | Italia (bandiera) | A     | Giuseppe Asti              |
|    | Italia (bandiera) | A     | Giovanni Battista Bagnasco |
|    | Italia (bandiera) |       | Francesco Bensi            |
|    | Italia (bandiera) | A     | Leonida Bertucci           |
|    | Italia (bandiera) | D     | Emilio Bonato              |
|    | Italia (bandiera) |       | Andrea Bovone              |
|    | Italia (bandiera) |       | Adolfo Cattaneo            |
|    | Italia (bandiera) |       | Pietro Cavo                |
|    | Italia (bandiera) | A     | Aldo Cevenini (I)          |
|    | Italia (bandiera) | A     | Carlo Cevenini (V)         |
|    | Italia (bandiera) | C     | Luigi Cevenini (III)       |
|    | Italia (bandiera) | D     | Mario Cevenini (II)        |
|    | Italia (bandiera) |       | Michele Corninetti         |
|    | Italia (bandiera) |       | Guido Contardi             |
|    | Italia (bandiera) |       | Giacomo Dalife             |
|    | Italia (bandiera) | C     | Agostino Fossati           |
|    | Italia (bandiera) | A     | Carletto Gambarotta        |
|    | Italia (bandiera) |       | Giuseppe Garrone           |
|    | Italia (bandiera) |       | Luigi Gastaldi             |
|    | Italia (bandiera) |       | Alberto Gaviorno           |
|    | Italia (bandiera) | D     | Gaetano Grippi             |
|    | Italia (bandiera) |       | Pietro Massiglia           |
|    | Italia (bandiera) |       | Maurizio Monticelli        |

| N. |                   | Ruolo | Calciatore                           |
| -- | ----------------- | ----- | ------------------------------------ |
|    | Italia (bandiera) |       | Vittorio Murcio                      |
|    | Italia (bandiera) | C     | Ettore Neri                          |
|    | Italia (bandiera) | D     | Rinaldo Olivazzo                     |
|    | Italia (bandiera) |       | Gio Batta Parodi                     |
|    | Italia (bandiera) | C     | Mario Parodi                         |
|    | Italia (bandiera) |       | Nino Parodi                          |
|    | Italia (bandiera) |       | Luigi Alberto Quaglia                |
|    | Italia (bandiera) |       | Paolo Quaglia                        |
|    | Italia (bandiera) |       | Paolo Re                             |
|    | Italia (bandiera) |       | Carlo Risso                          |
|    | Italia (bandiera) |       | Riccardo Rivara                      |
|    | Italia (bandiera) |       | Luigi Romagnano                      |
|    | Italia (bandiera) |       | Giacomo Salvi                        |
|    | Italia (bandiera) | A     | Aristodemo Santamaria (I) (capitano) |
|    | Italia (bandiera) | A     | Benedetto Santamaria (II)            |
|    | Italia (bandiera) | P     | Emilio Savino                        |
|    | Italia (bandiera) |       | Pietro Scaglioti                     |
|    | Italia (bandiera) | P     | Silvio Stritzel                      |
|    | Italia (bandiera) | C     | Mario Toselli                        |
|    | Italia (bandiera) | D     | Luigi Vercelli                       |
|    | Italia (bandiera) | P     | Luigi Viterbo                        |
|    | Italia (bandiera) | P     | Paolo Barboro                        |
|    | Italia (bandiera) |       | Cavanna                              |
|    | Italia (bandiera) |       | Pio Dellepiane                       |
|    | Italia (bandiera) |       | Pio Parodi                           |

## Calciomercato

### Sessione pre-campionato
| Acquisti | Acquisti             | Acquisti    | Acquisti   |
| R.       | Nome                 | da          | Modalità   |
| -------- | -------------------- | ----------- | ---------- |
| D        | Emilio Bonato        | Alessandria | definitivo |
| D        | Luigi Vercelli       | Alessandria | definitivo |
| A        | Aldo Cevenini (I)    | Inter       | definitivo |
| D        | Mario Cevenini (II)  | Inter       | definitivo |
| D        | Luigi Cevenini (III) | Inter       | definitivo |
| A        | Giuseppe Asti        | Inter       | definitivo |

| Cessioni | Cessioni | Cessioni | Cessioni |
| R.       | Nome     | a        | Modalità |
| -------- | -------- | -------- | -------- |

## Risultati

### Prima Categoria

#### Sezione piemontese

##### Girone di andata
| Arbitro: | R.T. Zanetti (Torino) |

|  |           |                         |
|  | Marcatori | 80’ (rig.) Cevenini III |

| Arbitro: | Vota (Torino) |

|  |           |                       |
|  | Marcatori | 49’ Neri 56’ Bagnasco |

| Arbitro: | ?. Crivelli (Milano) |

|                                       |           |  |
| Neri 50’ Santamaria I ?’, ?’ Bagnasco | Marcatori |  |

| Arbitro: | Vota (Torino) |

|                  |           |              |
| Bonato ?’ (aut.) | Marcatori | 75’ Vercelli |

| Arbitro: | Milano (Alessandria) |

|                   |           |  |
| Bertucci 40’, 74’ | Marcatori |  |

##### Girone di ritorno
| Torino 27 novembre 1921, ore 14:45 6ª giornata | Pastore | 0 – 0 | Novese | Campo di corso Peschiera |

| Arbitro: | Alfieri (Bologna) |

|                  |           |  |
| Cevenini III 25’ | Marcatori |  |

| Arbitro: | Bistoletti (Milano) |

|  |           |                                                              |
|  | Marcatori | 19’, 37’ Bagnasco 45’ (rig.), 55’ Cevenini III 60’, 85’ Asti |

| Novi Ligure 9ª giornata | Novese | 2 – 0 A tav. | GC Cappuccini | Campo di Piazza d'Armi |

### Semifinali nazionali

#### Girone A

##### Girone di andata
| Arbitro: | Pasquinelli (Bologna) |

|                 |           |              |
| Cevenini III 3’ | Marcatori | 44’ Gallo II |

| Arbitro: | Resegotti (Milano) |

|                                           |           |  |
| Santamaria 3’ Gambarotta 65’ Bertucci 75’ | Marcatori |  |

##### Girone di ritorno
| Arbitro: | ?. Crivelli (Milano) |

|              |           |                          |
| Gallo II 31’ | Marcatori | Gambarotta 56’, 70’ Neri |

| Arbitro: | Bistoletti (Milano) |

|                |           |                                                          |
| ? 4’ Pitto 40’ | Marcatori | 5’, 12’ Gambarotta 24’ (rig.) Cevenini III 60’, 63’ Neri |

#### Finale nazionale
| Sampierdarena 7 maggio 1922 Andata | Sampierdarenese       | 0 – 0 referto | Novese | Stadio di Villa Scassi\| Arbitro: \| Pasquinelli (Bologna) \| |
| Arbitro:                           | Pasquinelli (Bologna) |               |        |                                                               |

| Novi Ligure 14 maggio 1922 Ritorno | Novese           | 0 – 0 | Sampierdarenese | Campo di Piazza d'Armi\| Arbitro: \| Tradico (Milano) \| |
| Arbitro:                           | Tradico (Milano) |       |                 |                                                          |

#### Spareggio
| Cremona 28 maggio 1922                                 | Novese    | 2 – 1 | Sampierdarenese | Campo di via Persico |
| \| \| \| \| \| Neri Gambarotta \| Marcatori \| Mura \| |           |       |                 |                      |
|                                                        |           |       |                 |                      |
| Neri Gambarotta                                        | Marcatori | Mura  |                 |                      |

### Coppa Italia

#### Primo turno
| Novi Ligure 2 aprile 1922                                                            | Novese    | 6 – 0 referto | Aeronautica Torino | Campo di Piazza d'Armi |
| \| \| \| \| \| Vercelli ?’, ?’ Cevenini III ?’, ?’, ?’ Santamaria \| Marcatori \| \| |           |               |                    |                        |
|                                                                                      |           |               |                    |                        |
| Vercelli ?’, ?’ Cevenini III ?’, ?’, ?’ Santamaria                                   | Marcatori |               |                    |                        |

#### Secondo turno
| Arbitro: | Livraghi (Milano) |

|                |           |                                     |
| Mascaretti 63’ | Marcatori | 31’ Gambarotta 48’ Neri 79’ ? 85’ ? |

#### Terzo turno
La squadra passò il turno per sorteggio.

#### Quarti di finale
| Udine 18 giugno 1922 | Udinese | 2 – 0 A tav. | Novese |  |

## Statistiche

### Statistiche di squadra
| Competizione                            | Punti | In casa | In casa | In casa | In casa | In casa | In casa | In trasferta | In trasferta | In trasferta | In trasferta | In trasferta | In trasferta | Totale | Totale | Totale | Totale | Totale | Totale | DR  |
| Competizione                            | Punti | G       | V       | N       | P       | Gf      | Gs      | G            | V            | N            | P            | Gf           | Gs           | G      | V      | N      | P      | Gf     | Gs     | DR  |
| --------------------------------------- | ----- | ------- | ------- | ------- | ------- | ------- | ------- | ------------ | ------------ | ------------ | ------------ | ------------ | ------------ | ------ | ------ | ------ | ------ | ------ | ------ | --- |
| Prima Categoria (girone piemontese)     | 14    | 4       | 4       | 0       | 0       | 9       | 0       | 4            | 2            | 2            | 0            | 9            | 1            | 8      | 6      | 2      | 0      | 18     | 1      | +17 |
| Prima Categoria (semifinali - girone A) | 7     | 2       | 1       | 1       | 0       | 4       | 1       | 2            | 2            | 0            | 0            | 8            | 3            | 4      | 3      | 1      | 0      | 12     | 4      | +8  |
| Prima Categoria (finali)                |       | 1       | 0       | 1       | 0       | 0       | 0       | 1            | 0            | 1            | 0            | 0            | 0            | 3      | 1      | 2      | 0      | 2      | 1      | +1  |
| Coppa Italia                            |       | 1       | 1       | 0       | 0       | 6       | 0       | 2            | 1            | 0            | 1            | 4            | 3            | 3      | 2      | 0      | 1      | 10     | 3      | +7  |
| Totale                                  |       | 8       | 6       | 2       | 0       | 19      | 1       | 9            | 5            | 3            | 1            | 21           | 7            | 18     | 12     | 5      | 1      | 42     | 9      | +33 |

### Statistiche dei giocatori
| Giocatore          | Prima Categoria | Prima Categoria | Coppa Italia | Coppa Italia | Totale   | Totale |
| Giocatore          | Presenze        | Reti            | Presenze     | Reti         | Presenze | Reti   |
| ------------------ | --------------- | --------------- | ------------ | ------------ | -------- | ------ |
| C. Alessio         | ?               | ?               | ?            | ?            | ?        | ?      |
| D. Alice           | ?               | ?               | ?            | ?            | ?        | ?      |
| M. Alioisio        | ?               | ?               | ?            | ?            | ?        | ?      |
| G. Asti            | ?               | 2               | ?            | ?            | ?        | 2+     |
| G.B. Bagnasco      | 10              | 4               | ?            | ?            | 10+      | 4+     |
| F. Bensi           | ?               | ?               | ?            | ?            | ?        | ?      |
| L. Bertucci        | ?               | 3               | ?            | ?            | ?        | 3+     |
| E. Bonato          | ?               | ?               | ?            | ?            | ?        | ?      |
| A. Bovone          | ?               | ?               | ?            | ?            | ?        | ?      |
| A. Cattaneo        | ?               | ?               | ?            | ?            | ?        | ?      |
| P. Cavo            | ?               | ?               | ?            | ?            | ?        | ?      |
| A. Cevenini (I)    | ?               | ?               | ?            | ?            | ?        | ?      |
| C. Cevenini (V)    | ?               | ?               | ?            | ?            | ?        | ?      |
| L. Cevenini (III)  | ?               | 6               | 1+           | 3+           | 1+       | 9+     |
| M. Cevenini (II)   | ?               | ?               | ?            | ?            | ?        | ?      |
| M. Corninetti      | ?               | ?               | ?            | ?            | ?        | ?      |
| G. Contardi        | 0               | 0               | ?            | ?            | 0+       | 0+     |
| G. Dalife          | 0               | 0               | ?            | ?            | 0+       | 0+     |
| A. Fossati         | 0               | 0               | ?            | ?            | 0+       | 0+     |
| C. Gambarotta      | ?               | 6               | ?            | ?            | ?        | 6+     |
| G. Garrone         | 0               | 0               | ?            | ?            | 0+       | 0+     |
| L. Gastaldi        | ?               | ?               | ?            | ?            | ?        | ?      |
| A. Gaviorno        | ?               | ?               | ?            | ?            | ?        | ?      |
| G. Grippi          | ?               | ?               | ?            | ?            | ?        | ?      |
| P. Massiglia       | ?               | ?               | ?            | ?            | ?        | ?      |
| M. Monticelli      | ?               | ?               | ?            | ?            | ?        | ?      |
| V. Murcio          | ?               | ?               | ?            | ?            | ?        | ?      |
| E. Neri            | ?               | 6               | ?            | ?            | ?        | 6+     |
| R. Olivazzo        | ?               | ?               | ?            | ?            | ?        | ?      |
| G. Batta Parodi    | ?               | ?               | ?            | ?            | ?        | ?      |
| M. Parodi          | ?               | ?               | ?            | ?            | ?        | ?      |
| N. Parodi          | ?               | ?               | ?            | ?            | ?        | ?      |
| L. Alberto Quaglia | ?               | ?               | ?            | ?            | ?        | ?      |
| P. Quaglia         | ?               | ?               | ?            | ?            | ?        | ?      |
| P. Re              | ?               | ?               | ?            | ?            | ?        | ?      |
| C. Risso           | ?               | ?               | ?            | ?            | ?        | ?      |
| R. Rivara          | ?               | ?               | ?            | ?            | ?        | ?      |
| L. Romagnano       | ?               | ?               | ?            | ?            | ?        | ?      |
| G. Salvi           | ?               | ?               | ?            | ?            | ?        | ?      |
| A. Santamaria (I)  | ?               | 2               | ?            | ?            | ?        | 2+     |
| B. Santamaria (II) | ?               | ?               | ?            | ?            | ?        | ?      |
| E. Savino          | ?               | ?               | ?            | ?            | ?        | ?      |
| P. Scaglioti       | ?               | ?               | ?            | ?            | ?        | ?      |
| S. Stritzel        | ?               | ?               | ?            | ?            | ?        | ?      |
| M. Toselli         | ?               | ?               | ?            | ?            | ?        | ?      |
| L. Vercelli        | ?               | 1               | 1+           | 2+           | 1+       | 3+     |
| L. Viterbo         | ?               | ?               | ?            | ?            | ?        | ?      |
| P. Barboro         | ?               | ?               | ?            | ?            | ?        | ?      |
| C. Cavanna         | ?               | ?               | ?            | ?            | ?        | ?      |
| P. Dellepiane      | ?               | ?               | ?            | ?            | ?        | ?      |